# Vukšić Donji
Vukšić Donji (en serbe cyrillique : Вукшић Доњи) est un village de Bosnie-Herzégovine. Il est situé dans le district de Brčko. Selon les premiers résultats du recensement de 2013, il compte 575 habitants.

## Géographie
Le village est situé sur les bords des rivières Lomnica et Tinja (un affluent de la Save).

## Démographie

### Évolution historique de la population dans la localité
| 1948 | 1953 | 1961 | 1971 | 1981 | 1991 | 2013 |
| ---- | ---- | ---- | ---- | ---- | ---- | ---- |
| -    | -    | 720  | 776  | 725  | 644  | 575  |

|  |